# Fürstenberg/Havel
Fürstenberg/Havel est une ville de l'arrondissement de Haute-Havel, située dans le Nord de Brandebourg, en Allemagne. Elle est connue pour son centre historique, ainsi que pour les lacs et les forêts dans ses environs. La station climatique de Himmelpfort, célèbre pour son ancienne abbaye cistercienne, a été rattachée à la municipalité en 2003.
Le territoire municipal englobe également le mémorial de Ravensbrück dédié aux déportés du camp de concentration de Ravensbrück et d'autres camps des environs. 

## Géographie
La ville est arrosée par la rivière Havel. Au nord, la commune est limitrophe avec le land de Mecklembourg-Poméranie-Occidentale. Bien que Fürstenberg appartient aujourd'hui au Brandebourg, elle fait partie du paysage de Stargard au sein de la région historique de Mecklembourg.

### Quartiers
En plus du centre-ville, le territoire communal comprend huit localités :
| - Altthymen - Barsdorf - Blumenow | - Bredereiche - Himmelpfort - Steinförde | - Tornow - Zootzen |

### Transports
La gare Fürstenberg/Havel est reliée à la ligne de Berlin à Stralsund, desservie par les trains Regional-Express.
La Bundesstraße 96 (Neustrelitz–Gransee) traverse la ville.

## Histoire

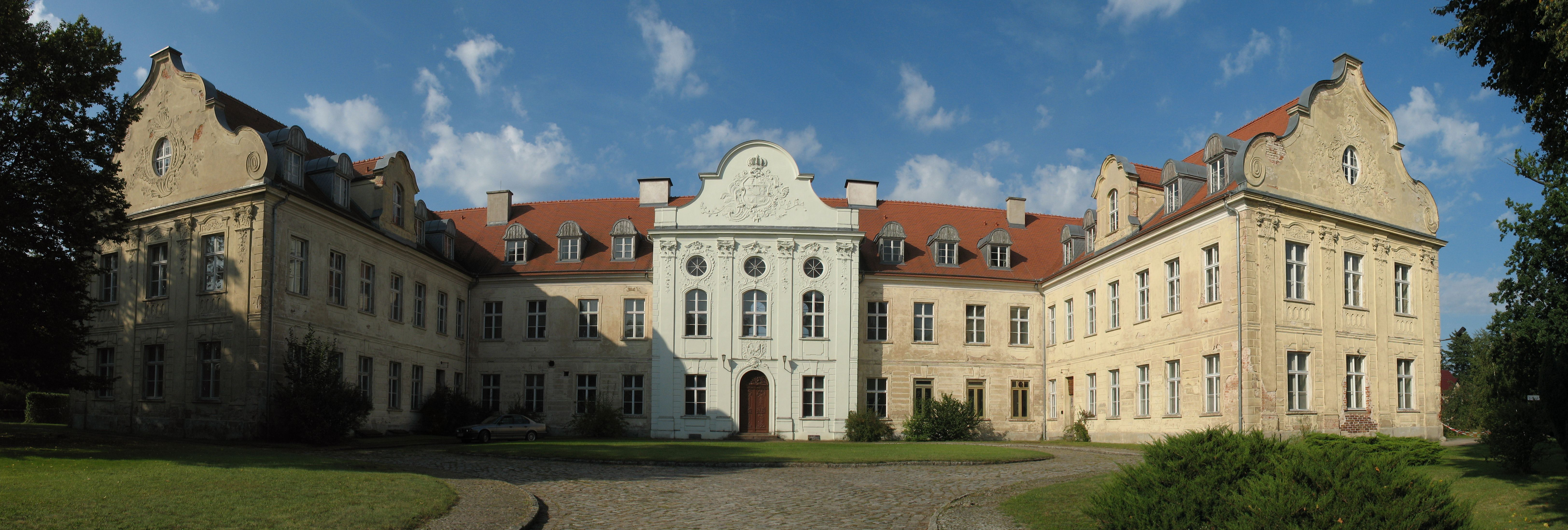
Palais

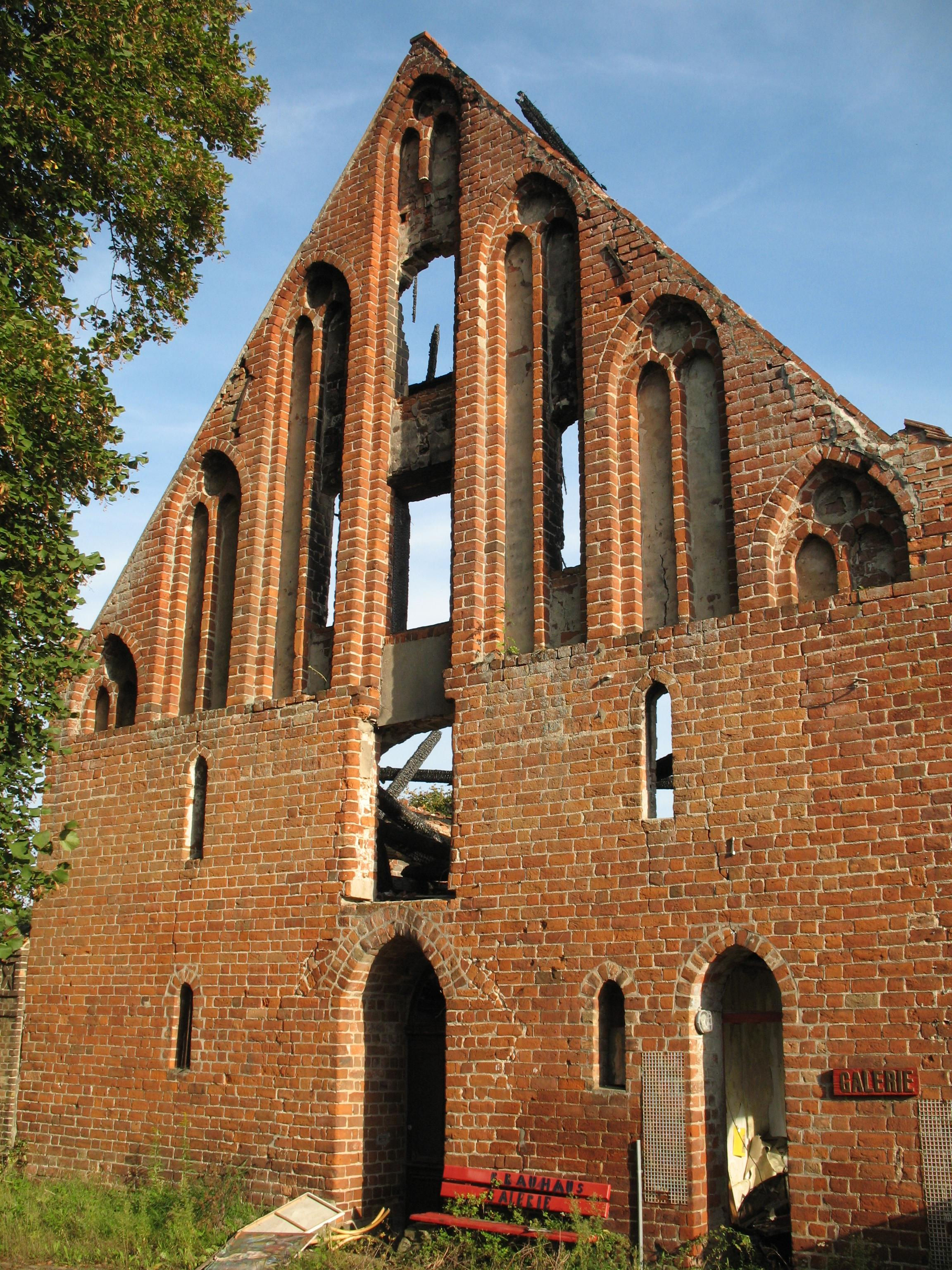
Ancienne brasserie à Himmelpfort

## Démographie
| 1875 | 4 896  |
| 1890 | 5 389  |
| 1910 | 5 780  |
| 1925 | 7 710  |
| 1933 | 8 799  |
| 1939 | 9 510  |
| 1946 | 12 557 |
| 1950 | 12 796 |
| 1964 | 10 041 |
| 1971 | 9 621  |

| 1981 | 8 545 |
| 1985 | 8 311 |
| 1989 | 7 990 |
| 1990 | 7 860 |
| 1991 | 7 716 |
| 1992 | 7 654 |
| 1993 | 7 647 |
| 1994 | 7 607 |
| 1995 | 7 630 |
| 1996 | 7 531 |

| 1997 | 7 473 |
| 1998 | 7 403 |
| 1999 | 7 348 |
| 2000 | 7 220 |
| 2001 | 7 117 |
| 2002 | 6 966 |
| 2003 | 6 870 |
| 2004 | 6 792 |
| 2005 | 6 716 |
| 2006 | 6 623 |

| 2007 | 6 517 |
| 2008 | 6 442 |
| 2009 | 6 356 |
| 2010 | 6 257 |
| 2011 | 6 054 |
| 2012 | 5 972 |
| 2013 | 5 959 |
| 2013 | 5 959 |
| 2014 | 5 882 |
| 2015 | 5 854 |

| 2016 | 5 874 |
| 2017 | 5 846 |
| 2018 | 5 838 |

## Jumelage
La ville de Fürstenberg/Havel est jumelée avec :
- Gueldre (Allemagne)

## Personnalités liées à la ville
- Walter Bartel (1904-1992), résistant communiste au nazisme, historien et professeur d'université né à Fürstenberg/Havel ;
- Elsa Ehrich (1914-1948), gardienne de camp née à Bredereiche.